# Apoblepta
Apoblepta és un gènere monotípic d'arnes de la família Crambidae. Va ser descrit per Alfred Jefferis Turner el 1911. Conté només una espècie, Apoblepta epicharis, que es troba a Austràlia, on ha estat registrada a Queensland.